# Баян-Чаган
Баян-Чаган (Баяншаган) — река в России, протекает по Республике Алтай. Устье реки находится в 44 км по левому берегу реки Чаганбургазы. Длина реки составляет 17 км. Высота устья — 2367 м над уровнем моря.

## Данные водного реестра
По данным государственного водного реестра России относится к Верхнеобскому бассейновому округу, водохозяйственный участок реки — Катунь, речной подбассейн реки — Бия и Катунь. Речной бассейн реки — (Верхняя) Обь до впадения Иртыша.